# Tapira (Paraná)
Tapira é um município do estado do Paraná, no Brasil. Sua população estimada em 2010 era de 5.834 habitantes. Sua economia é baseada na agricultura, sendo a cana-de-açúcar e o café os seus principais produtos. Atualmente, o prefeito do município é Ronald Rogério Lopes Smarzaro (PSB); eleito em 2024, para a gestão 2025 a 2028.

## Topônimo
Seu nome vem da língua tupi e significa "anta", através do vocábulo tapi'ira.